# Pedroso, La Rioja
Pedroso, La Rioja tỉnh và cộng đồng tự trị La Rioja, phía bắc Tây Ban Nha. Đô thị này có diện tích là 19,29 ki-lô-mét vuông, dân số năm 2009 là 99 người với mật độ 5,13 người/km². Đô thị này có cự ly 45 km so với Logroño.